# Westelijke gorilla
De westelijke gorilla (Gorilla gorilla) is de soort met de grootste populatie binnen het geslacht Gorilla. De populatie wordt geschat op 80.000 tot 100.000 individuen.

## Kenmerken

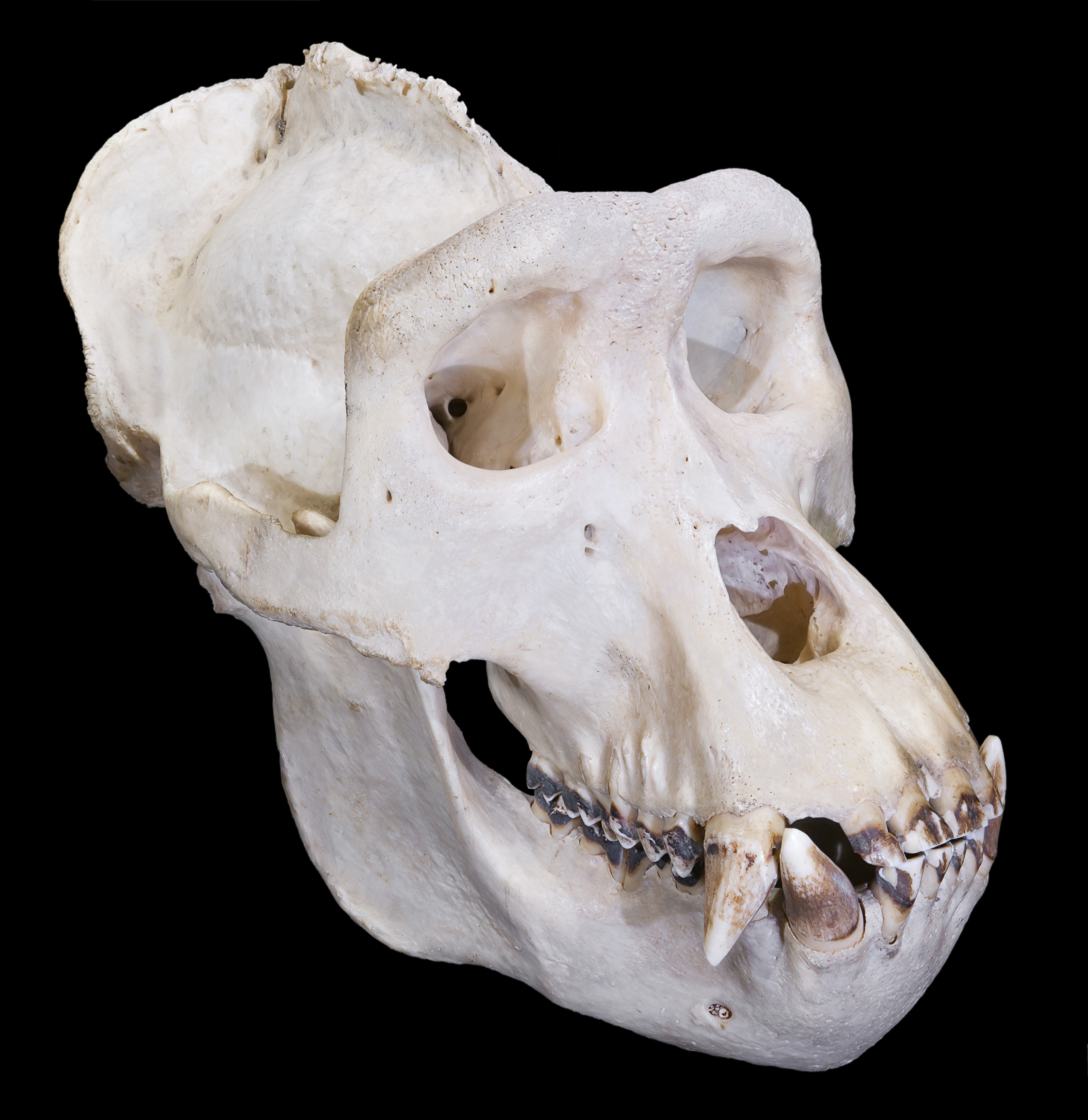
Schedel van een mannelijke gorilla

De hoofdkleur van de vacht is voornamelijk zwart. Volwassen mannetjes zijn bijna twee keer zo zwaar als de vrouwtjes en hebben een benige kam op de schedel, langere hoektanden, een opponeerbare grote teen en een 'zadel' van zilvergrijs haar, vandaar de naam zilverrug. De lichaamslengte bedraagt 1,3 tot 1,9 meter en het gewicht 68 tot 200 kg. Het dier heeft geen staart.

## Leefwijze
De westelijke gorilla is een bosbewoner, die overdag zoekt naar eetbare vruchten, bladen, stengels en zaden, maar ook termieten staan op zijn menu. 's Avonds slapen ze in een slaapnest van omgebogen twijgen en takken. Een groep, die is samengesteld uit 3 tot 20 individuen, bestrijkt een gebied van 800 tot 1800 hectare, dat soms het woongebied van buurgroepen overlapt, maar niet actief wordt verdedigd. De leider van de groep is een dominant mannetje, de zilverrug. De vrouwtjes met hun jongen hebben een sterke binding met de groep. Ze communiceren door middel van gelaatsuitdrukkingen, lichaamstaal en geluiden (gejank, gegrom, tevreden geknor en alarmgeblaf). Bange gorilla's geeuwen vaak. Meestal vermijden ze gevaren door stilletjes het dichte bos in te lopen. Is actieve verdediging niet meer te vermijden, dan gromt de zilverrug en kijkt hij dreigend. Heeft dit ook geen effect, dan gaat hij tot de aanval over.

## Voortplanting
Na een draagtijd van 8,5 maand wordt 1 jong geboren, dat zich de eerste 4 tot 6 maanden vastklampt aan moeders buik en daarna op de rug wordt gedragen. Na 4 maanden eet het zijn eerste vaste plantaardige voedsel, maar het wordt ook nog 3 jaar gezoogd.

## Bescherming
De westelijke gorilla wordt vooral bedreigd door vernietiging van hun habitat en stroperij voor de handel in bushmeat en jachttrofeeën. Deze soort wordt het meest in dierentuinen gehouden, waarbij in Europa een zeer succesvol kweekprogramma wordt onderhouden. Veiligstelling van de habitat heeft echter de hoogste prioriteit.

## Onderverdeling
Volgens de meest recente opvatting (gebaseerd op genetisch onderzoek) wordt de soort nu onderverdeeld in twee ondersoorten, namelijk: Gorilla gorilla gorilla (de westelijke laaglandgorilla) en Gorilla gorilla diehli (de Cross Rivergorilla). Deze laatste ondersoort heeft een zeer kleine populatie, bestaande uit niet meer dan 300 individuen, en is zeer bedreigd.

## Verspreiding
De westelijke gorilla komt voor in West-Afrika, van zuidelijk Nigeria tot Angola. Het verspreidingsgebied van de Cross Rivergorilla is beperkt tot het grensgebied tussen Nigeria en Kameroen.

## Taxonomie
- Soort: Westelijke gorilla (Gorilla gorilla)
  - Ondersoort: Cross Rivergorilla (Gorilla gorilla diehli)
  -  Ondersoort: Westelijke laaglandgorilla (Gorilla gorilla gorilla